# Goniorrhina alternans
Goniorrhina alternans är en skalbaggsart som beskrevs av Frey 1976. Goniorrhina alternans ingår i släktet Goniorrhina och familjen Melolonthidae. Inga underarter finns listade i Catalogue of Life.